# Gedenkteken Prof. Dr. Dirk Durrer
Het Gedenkteken Prof. Dr. Dirk Durrer is een kunstwerk in Amsterdam-Zuid.
Na het overlijden van de cardioloog en hoogleraar cardiologie aan de Universiteit van Amsterdam Dirk Durrer op 3 maart 1984 werd een stichting in het leven geroepen, die zich beijverde een gedenkteken ergens in Amsterdam te plaatsen. De stichting werd gevormd onder aanbeveling van prinses Juliana en prins Bernard. Het comité schakelde kunstenaar Lucien den Arend in, die eerst nog dacht dat het comité een buste wilde bestellen. Een arts, die destijds zelf Den Arend behandelde en leerling van Durrer was, vertelde hem dat Durrer zelf nooit zo'n eerbetoon ambieerde. Den Arend liet zich vervolgens inspireren door de lijnen op een elektrocardiogram en isochronen.    
De fabriek Ciltron Constructies te Sliedrecht maakte het beeld. Juliana onthulde in aanwezigheid van haar man en burgemeester Ed van Thijn het beeld op 28 mei 1986 door met een bezem zand, dat op de bijbehorende tegel was gestrooid, weg te vegen. De onthulling vond plaats in het Prof. Durrerplantsoen, dat op 16 april van dat jaar zijn naam had gekregen. Het plantsoentje maakt deel uit van het Minervaplein, waar de Stadionweg doorkruist. De familie Durrer had jarenlang op Rubensstraat 73 gewoond, die straat kruist alhier het Minervaplein.
Het beeld bestaat uit twee cilindrische roestvaststalen buizen. Ze ontspruiten aan de grond, lopen evenwijdig aan elkaar in een zijwaartse lus, maar eindigen abrupt nadat ze even diezelfde grond hebben geschampt. 
Kunstwacht Amsterdam omschreef het als de aorta, publiek zag er meer een bypass in, dat laatste werd ook de titel in de volksmond. 
Het beeld gaat gepaard met een tegel in de grond met daarop:
Primum movens
Ultimum moriens
Het betekent "wat het eerst beweegt sterft het laatst" en was de titel van de oratie van Durrer in 1957, aldus een metalen plaquette op beton links voor het beeld. Daarop wordt tevens melding gemaakt van de onthulling.

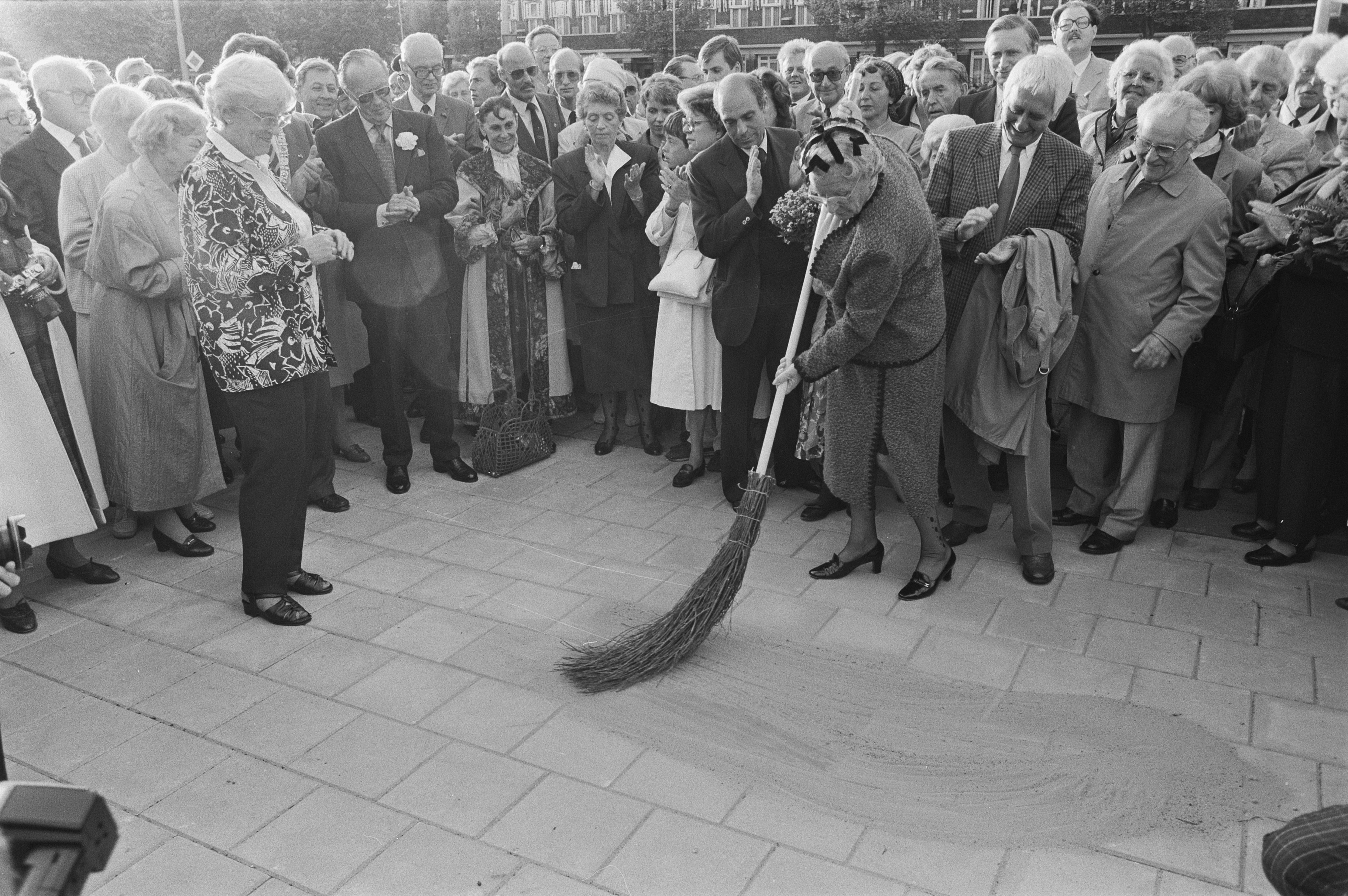
Prinses Juliana met bezem (1986)
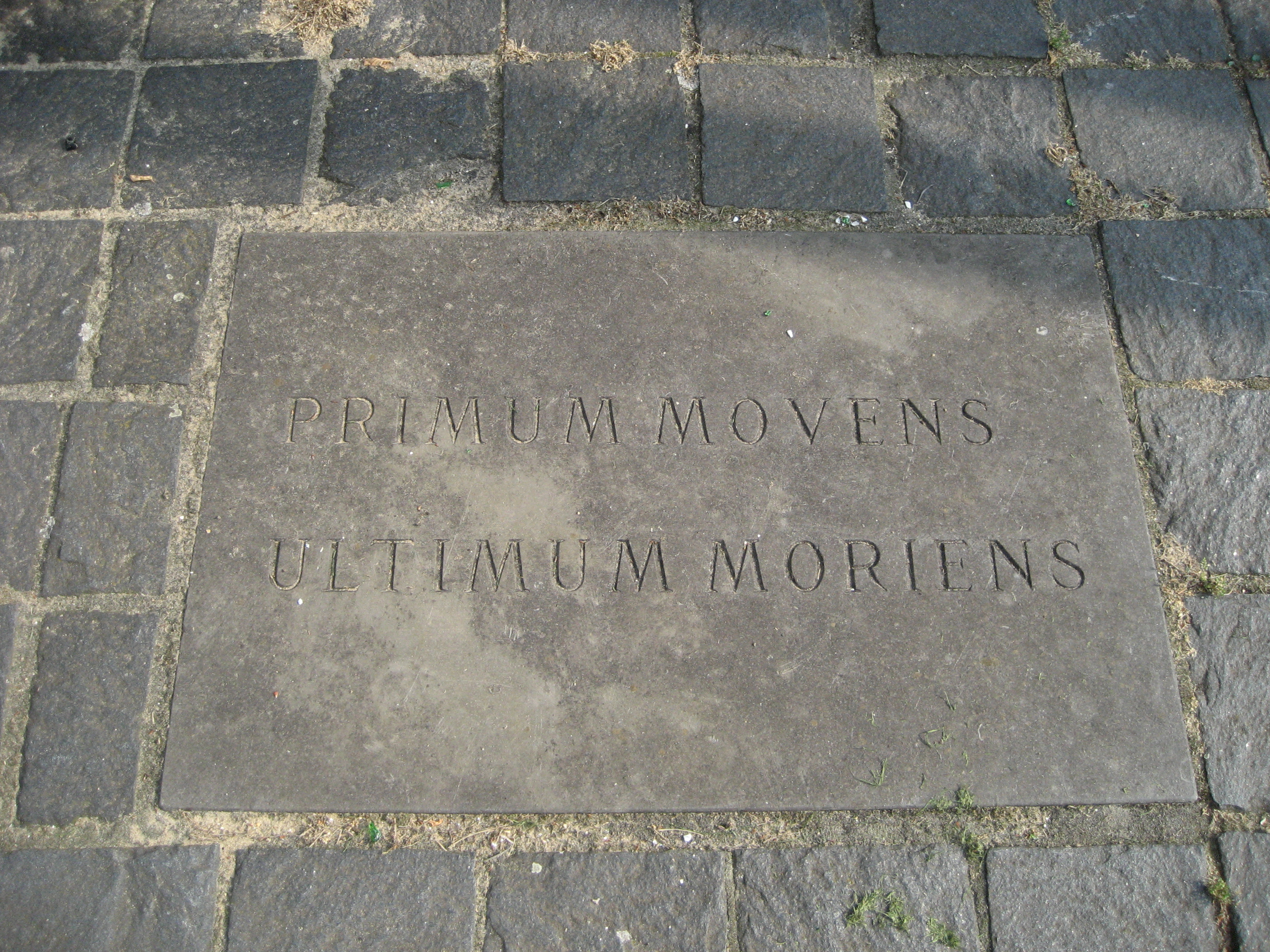
Betontegel (2014)
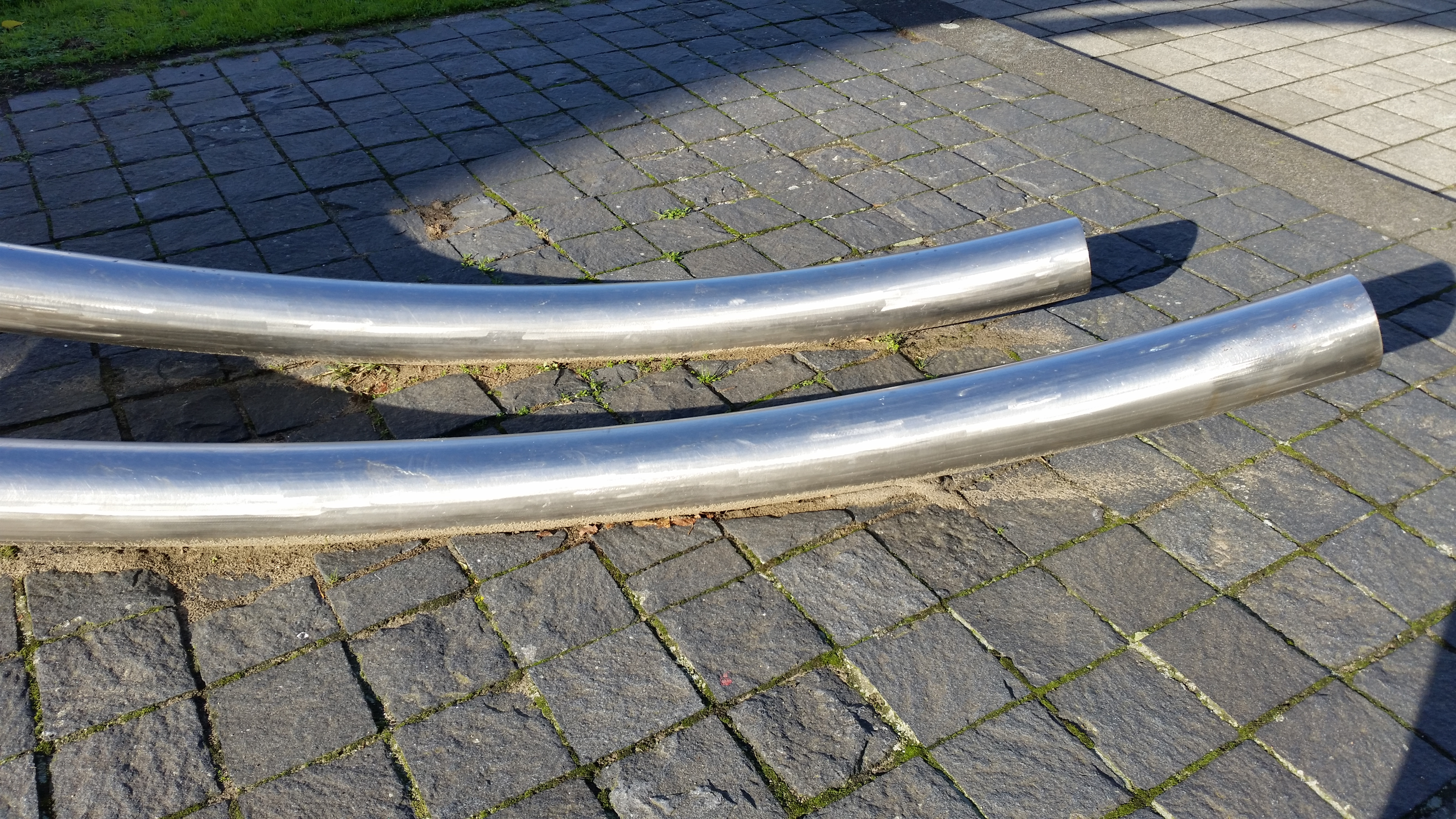
Detailfoto (oktober 2018)